# Estadio Abraham Paladino
Das Estadio Abraham Paladino, vormals Estadio Parque Abraham Paladino, auch als Parque Abraham Paladino bezeichnet, ist ein Fußballstadion in der uruguayischen Hauptstadt Montevideo.
Das von den Straßen Emilio Romero und Concordia umgrenzte Gelände, auf dem sich das Stadion befindet, stand ursprünglich im Eigentum der Administración Nacional de Puertos und ging 1926 auf den Verein Club Atlético Progreso über, dem es fortan als Heimspielstätte diente. 1932 erhielt es den Namen Parque Miguel Campomar, da zuvor der Eigentümer des Unternehmens Campomar die Umzäunung des Geländes finanziert hatte. Nach Baumaßnahmen im Jahr 1968 wurde die Spielstätte im Rahmen einer Partie zwischen Progreso und Peñarol wiedereröffnet. 1981 schließlich erfolgte ein Umbau, der dem Parque Paladino erstmals Stadioncharakter verlieh.
Das 8000 Zuschauer fassende, 1983 offenbar in seinem heutigen Zustand erbaute Stadion befindet sich im montevideanischen Barrio La Teja an den Straßen Emilio Romero/Concordia. Es dient dem Verein Progreso als Heimspielstätte. Im August 2012 begannen Umbauarbeiten am Stadion.